# Aborigen Rugby Club
Fundación Aborigen Rugby Club es un club Argentino de rugby de la Provincia de Formosa. El primer equipo juega en la Liga Formoseña de la Unión de Rugby de Formosa.  El club tiene equipos compitiendo en tres categorías: Primera División, sub-18 y sub-16, con 120 jugadore registrados. Fundación Aborigen tiene además la particularidad de ser el primer club aborigen de Latinoamérica.

## Historia
El club fue fundado en 1993 a partir de una iniciativa de Eduardo Rossi, quien tuvo la idea de enseñar los fundamentos del juego de rugby a los aborígenes toba de Formosa. Rossi, jugador de rugby en su juventud y admirador de las ideas de Adolf Hitler y Benito Mussolini,, había jugado para el Stade Toulousain en los años 1980s y luego alejado del equipo por sus ideas racistas. Varios años más tarde y luego de haber cambiado radicalmente sus ideas luego de haber visitado un museo del holocausto en Francia, y después de jugar también en el CR Bonanova de Barcelona a principio de los 1990s, decidió difundir la práctica del rugby entre la comunidad toba de Formosa, para lo cual se trasladó a esa provincia a enseñar el deporte a esa gente la cual vivía en condiciones de extrema pobreza.
Los jugadores que mostraron interés en integrar el equipo eran trabajadores agrícolas y mineros de la zona, quienes entrenaban descalzos dos veces por semana. Además, utilizaban un camión para practicar el scrum debido a que no contaban con una máquina especial como lo hace la mayoría de los clubes de rugby.

En un principio era todo extraño para ellos, y es por eso que cuando se acercaron a intentar practicarlo, pensaron que la pelota era un huevo de ñandú.
Eduardo Rossi, fundador del equipo

El 30 de marzo de 1993 Aborigen Rugby Club debutó oficialmente frente a su par de Aguará. Dos años más tarde, el club jugó partidos amistosos vs. un combinado de la Unión de Rugby de Rosario. En 1996 Aborigen enfrentó a los combinados de Tierra del Fuego y Tucumán. En 1998 el club hizo su debut internacional, a través de una gira a Nueva Zelanda donde jugó dos amistosos frente a equipos locales, con 1 victoria y 1 derrota respectivamente.
El Aborigen Rugby Club ganó popularidad y reconocimiento en 2004, con el documental llamado "La Quimera de los Héroes", dirigido por Daniel Rosenfeld. El filme cuenta la vida de Eduardo Rossi y la creación de la Fundación Aborigen, y recibió premios en el Festival de Cine de Venecia y el Festival de Cine Independiente de Buenos Aires.